# Обыкновенная двухлинейная макрель
Обыкновенная двухлинейная макрель (лат. Grammatorcynus bilineatus) — вид лучепёрых рыб семейства скумбриевых. Пелагические рыбы. Максимальная длина тела 100 см. Распространены в Индо-Тихоокеанском регионе.

## Описание
Тело вытянутое, несколько сжато с боков, покрыто мелкой циклоидной чешуёй. Корсет из щитков в передней части тела отсутствует. Рот небольшой, край верхней челюсти доходит до вертикали, проходящей через середину глаза. Глаза большие, их диаметр составляет 7—9% от общей длины тела. На обеих челюстях около 20—30 мелких тонких зубов конической формы. Есть мелкие зубы на нёбных костях, сошнике и языке. На первой жаберной дуге 19—24 жаберных тычинок. Имеется 2 спинных плавника. В первом спинном плавнике 11—13 колючих лучей, а во втором 10—12 мягких лучей. Позади второго спинного и анального плавников пролегает ряд из 6—7 мелких дополнительных плавничков. Грудные плавники короткие, с 22—26 мягкими лучами. Брюшной межплавниковый отросток маленький и нераздвоенный. В анальном плавнике 11—13 мягких лучей. По обе стороны хвостового стебля пролегает длинный медиальный киль и 2 небольших киля по бокам от него ближе к хвостовому плавнику. Количество позвонков 31, из которых 17 в хвостовом отделе позвоночника. Две боковые линии. Первая тянется от жаберной крышки до киля на хвостовом стебле. Вторая начинается за грудными плавниками на уровне третьего шипа спинного плавника, идёт вдоль брюха и соединяется с первой на уровне последнего дополнительного плавничка. Плавательный пузырь есть. Верхняя часть тела голубовато-зелёного цвета с металлическим оттенком. Брюхо серебристо-белое с золотистым оттенком. Тёмных пятнышек на брюхе нет .
Максимальная длина тела 100 см, обычно до 50 см; масса тела до 3,5 кг.

## Биология
Обыкновенные двухлинейные макрели — морские пелагические рыбы. Обитают вблизи коралловых рифов на глубине 15—50 м. Образуют большие стаи.
Питаются личинками, молодью и взрослыми особями ракообразных и рыб. В состав рациона взрослых особей входят преимущественно сельдеобразные (сардинеллы (Sardinella)  и  триссы (Thryssa)), а также и представители ещё нескольких семейств.
Самцы и самки обыкновенных двухлинейных макрелей впервые созревают при длине тела 40—43 см. У берегов Фиджи нерестятся с октября по март. Плодовитость до 93 тысяч икринок

## Ареал
Широко распространены в Индо-Тихоокеанском регионе. Индийский океан: от Красного моря до Андаманского моря. Западная часть Тихого океана: от островов Рюкю до прибрежных вод северной Австралии, включая Маршалловы острова и Фиджи.

## Хозяйственное значение
Имеют ограниченное промысловое значение. Промысел ведётся преимущественно удебными орудиями лова. Реализуются в свежем, мороженом и копчёном виде. Для удаления характерного запаха аммиака рекомендуется перед приготовлением вымачивать мясо данного вида в лимонном соке.